# Teddy Tamgho
Teddy Tamgho, född 15 juni 1989 i Paris, är en fransk friidrottare, trestegshoppare.
Tamgho var väldigt framgångsrik som junior med guld både vid junior-EM 2007 och vid junior-VM 2008. Hans första seniormästerskap var inomhus-EM 2009 då han inte tog sig vidare från kvalet. 
Vid VM 2009 i Berlin tog han sig vidare till finalen där han slutade elva efter ett hopp på 16,79.
Den 14 mars 2010 satte han inomhusvärldsrekord i tresteg vid inomhus-VM i Doha med 17,90 meter.
Vid Diamond League-galan i New York 12 juni 2010 hoppade Tamgho 17,98 meter; nytt franskt rekord. Bara Jonathan Edwards, Christian Taylor, Kenny Harrison och Hugues Fabrice Zango har någonsin hoppat längre.

## Personliga rekord
- Tresteg
  - utomhus: 18,04 (Moskva, 18 augusti 2013)
  - inomhus: 17,92 (Paris, 7 mars 2011)